# Mischia chiusa

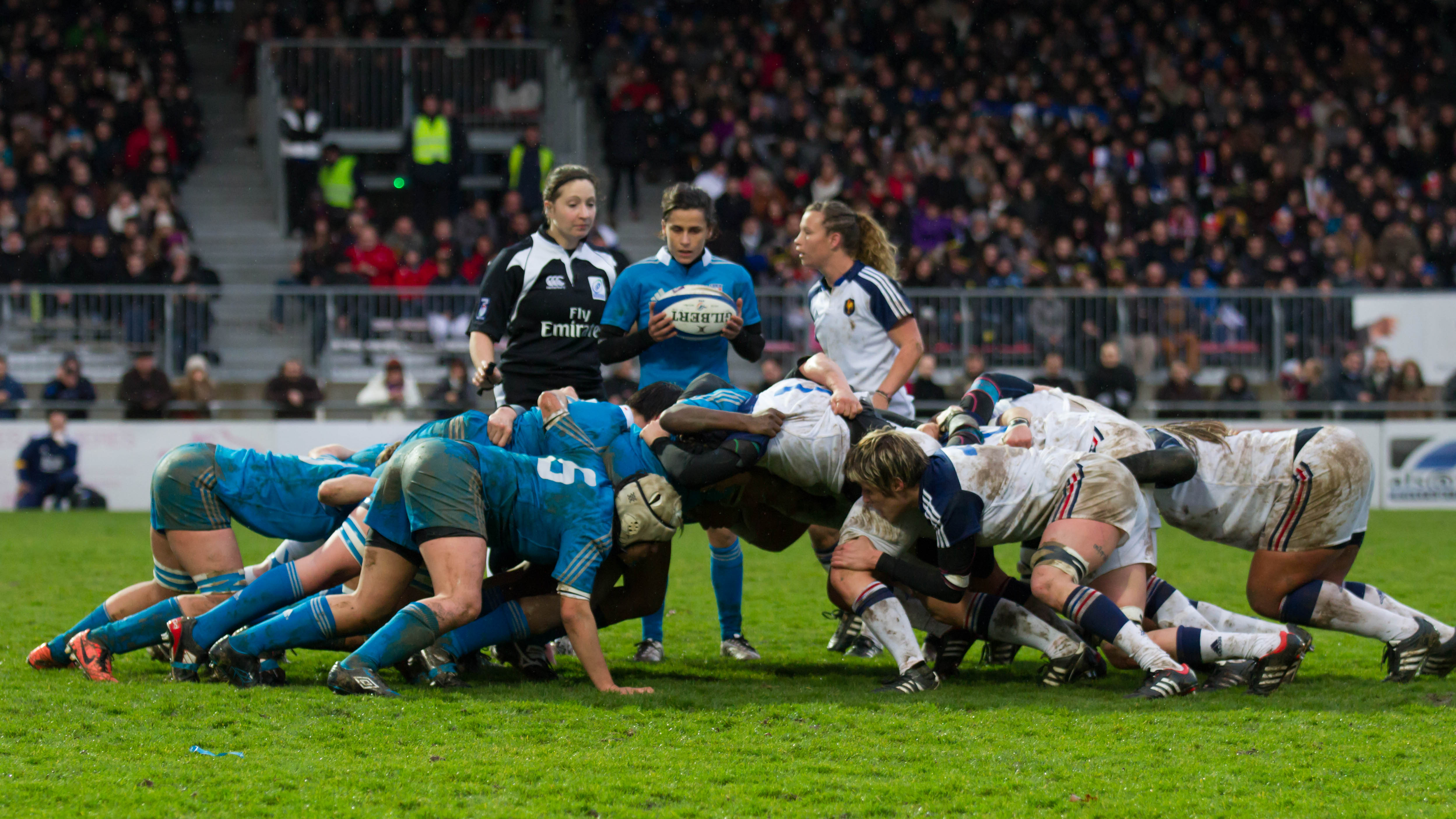
Mischia chiusa tra e al Sei Nazioni femminile 2014

Nel gioco del rugby (a 13 e a 15) la mischia chiusa o mischia ordinata è una situazione di gioco che si crea per ordine dell'arbitro per riprendere il gioco quando esso è stato interrotto per qualche irregolarità (ad esempio un passaggio in avanti involontario).

## Definizione
Il pacchetto di mischia è composto da otto giocatori per squadra che si dispongono in modo da formare due schieramenti, contrapposti, allo scopo di conquistare il possesso dell'ovale che viene rimesso in gioco dal mediano di mischia che, al contatto spalla a spalla dei due schieramenti introduce la palla al centro della mischia stessa.
Allo scopo di agevolare la disposizione dei pacchetti di mischia, nel 2007 l'International Rugby Board (IRB) ha introdotto la regola che prevede che l'arbitro esprima i comandi "crouch, touch, pause... engage!" (bassi, tocco, pausa, ingaggio) prima dell'introduzione del pallone da parte del mediano. Dal 2012, per cercare di facilitare ulteriormente la disposizione dei due pacchetti, i comandi sono stati ridotti a tre, ovvero "crouch, touch, set!" (bassi, tocco, via!). Dal 2013, la sequenza di comandi è stata modificata in "crouch, bind, set! (bassi, lega, via!).
Gli otto giocatori si dispongono su tre linee: la "prima linea" formata dai due piloni (ingl. prop) con al centro il tallonatore (ingl. hooker), che entra in contatto con la prima linea avversaria; la "seconda linea" formata da due giocatori, che puntellano la prima linea spingendo nei due spazi tra i tre giocatori, e infine la "terza linea" formata da tre giocatori, due laterali e uno centrale.
L'azione di mischia si esaurisce quando la palla - senza l'uso delle mani - viene fatta uscire dal retro della mischia stessa, e raccolta da uno dei mediani di mischia (o dal numero 8) per riavviare il gioco.
Se un pacchetto di mischia riesce a fare ruotare la mischia di 90° (45° nelle gare Under 19) prima che il pallone ne esca, sarà ordinata una nuova mischia e sarà la squadra che è riuscita a effettuare la rotazione a rimettere in gioco.